# Ma vie dans l'art
 (mars 2025).
Ma vie dans l'art est l'autobiographie de Constantin Stanislavski, acteur et metteur en scène russe puis soviétique. Le livre fut commandé à Stanislavski alors qu'il était en tournée aux États-Unis avec le Théâtre d'Art de Moscou, et fut publié pour la première fois en anglais en 1924. Il fut plus tard traduit en russe et publié par une maison d'édition à Moscou en 1926.
Le livre est divisé en quatre sections, chacune se focalisant sur une période de la vie de l'auteur. 

## Contenu

### Section 1 - Enfance artistique
Cette section, contenant 11 chapitres, couvre le début de la vie de Stanislavski, de sa naissance en 1863 à sa vingtaine. Il y décrit sa vie en famille, ses découvertes du cirque, de l'opéra italien, du ballet et son introduction au théâtre russe. Il y raconte plusieurs évènements qui ont forgé son art, notamment la première fois où il a avec ses frères et sœurs organisé un spectacle de marionettes. Il y décrit également ses premières expériences en tant qu'acteur, son expérience en tant que metteur en scène pour la Société musicale de Moscou et de ses brèves études à l'école de théâtre du Théâtre Maly, qu'il a abandonné après seulement 3 semaines. 

### Section 2 - Adolescence artistique
Dans cette courte section composée de seulement 3 chapitres, Stanislavski racontes ses brèves aventures dans une troupe théâtrale amateur, le Cercle Alexeïv (Alexeïv étant le vrai nom de Stanislavski), formée avec ses frères et sœurs à l'été 1884. Leur but était alors de produire un spectacle d'opérette, genre alors très en vogue à Moscou. Il mentionne également son obsession pour le ballet et son envie de devenir chanteur d'opéra, toutes deux éphémères. Cette aventure le mènera à commencer sa carrière d'acteur.

### Section 3 - Jeunesse artistique
Cette section est la plus longue de toute l'autobiographie, contenant 41 chapitres. La section débute avec la fondation de la Société d'Art et de Littérature à l'hiver 1888 ; Stanislavski fonde celle-ci avec le metteur en scène russe Alexandre Fedotov (en) et la troupe mise en place par ce dernier, dont Stanislavski faisait partie. Stanislavski avait joué dans une mise en scène de Fedotov de la pièce Les Joueurs de Nicolas Gogol ; il avait alors considéré que Fedotov était le premier « metteur en scène réellement talentueux » avec lequel il avait jamais travaillé.
Dans la première partie de la section, Stanislavski décrit de nombreuses pièces jouées par le groupe ; débutant avec leur premier spectacle et se terminant avec la fondation du Théâtre d'Art de Moscou le 14 octobre 1897. Il y raconte ses avancées dans sa manière, et son expérience à la fois en tant qu'acteur et en tant que metteur et scène. Il y raconte également ses rencontres et ses relations, notamment avec Léon Tolstoï, Olga Knipper et Vsevolod Meyerhold, mais surtout avec Vladimir Nemirovitch-Dantchenko ; c'est avec ce dernier, dramaturge russe de renom et directeur de l'école théâtrale de la Société Philharmonique de Moscou, que Stanislavski fondera la Théâtre d'Art de Moscou. Dans celui-ci, Stanislavski était chargé de la mise en scène tandis que Nemirovitch-Dantchenko était chargé de la partie littéraire. Les deux avaient un droit de veto dans leur domaine d'expertise, qu'ils pouvaient utiliser lorsqu'aucun accord ne pouvait être trouvé sur un sujet particulier.
La deuxième moitié de la section se centre sur les neuf premières années de l'existence du Théâtre d'Art de Moscou, jusqu'à leur première tournée internationale en 1906 à Berlin. Stanislavski évoque longuement sa relation avec Anton Tchekov et la création de ses œuvres, commençant avec la première représentation de La Mouette et se terminant avec leur représentation de La Cerisaie en 1904, Tchekov mourrant cette même année. Il y décrit la mise en scène de ces pièces réalisées en commun avec Tchekov, bien que celle-ci si se faisant souvent par correspondance à cause de sa tuberculose qui l'a forcé à passer plusieurs de ses hivers en Crimée. Il affirme que ces pièces ont établi les fondations du « réalisme » au théâtre ; Stanislavski pensait que la raison pour laquelle les autres compagnies théâtrales de l'époque ne rencontraient pas de succès en jouant les pièces de Tchekov était que celles-ci les interprétaient selon la « vielle école du jeu d'acteur », qui incorporait de grand gestes et de grandes déclamations qui l'emportant sur la simplicité de l'écriture de Tchekov. Stanislavski a découvert que la mise en scène des pièces de Tchekov était plus efficace et plus percutante lorsque les acteurs restaient immobiles et silencieux sur la scène.

### Section 4 - Âge adulte artistique
Dans cette section contenant 18 chapitres, Stanislvaski décrit son travail afin de créer un système afin d'apprendre le jeu d'acteur, ce qui l'a mené à créer sa méthode et à écrire ses célèbres ouvrages La formation de l'acteur et La construction du personnage. Le système de Stanislvaski était construit sur ses deux décennies de travail au théâtre, et a tenté de répondre à de nombreuses questions sur le jeu d'acteur en tant que forme d'art.
Selon Stanislavski, le travail sur ce système aurait débuté pendant la saison 1906-1907 du Théâtre d'Art de Moscou. Il commença à tester son système sur lui-même et ses acteurs pendant les répétitions de ses pièces, puis appliqua son système directement dans ses pièces afin d'utiliser de nouvelles techniques sur scène. C'était dans cette période que Stanislavski a développé ces « sept questions » afin qu'un acteur puisse mieux comprendre son rôle et son « sens de la vérité », c'est-à-dire qu'un acteur puisse savoir si ses actions et déclarations sur scène sont crédibles. Cependant Stanislavski a rapidement conclu que le théâtre ne pouvait mener à bien de telles expériences, et que celles-ci faisait perdre beaucoup de temps censé être alloué à la mise en scène : ainsi a été créé le premier Studio du Théâtre d'Art de Moscou, qui existe toujours aujourd'hui. 
Cette section aborde également les mises en scène du Théâtre d'Art de Moscou, notamment Un mois à la campagne d'Ivan Tourgueniev. Stanislavski y aborde également la Révolution russe et ses effets sur le Théâtre d'Art de Moscou. 
Le livre se termine avec un chapitre nommé « Conclusions et le futur », dans lequel Stanislavski partage ses conclusions sur l'art du jeu d'acteur et sur son système, qui selon lui reposent en deux points : 
- le travail interne et externe de l'acteur sur lui-même (La formation de l'acteur) ;
- le travail interne et externe sur son rôle (La construction du personnage).

Stanislavski termine en affirmant qu'il va continuer à aborder ce sujet dans ses prochains livres ; il continuera à réinventer son système et à reformuler ses opinions vis-à-vis du jeu d'acteur.
Cependant, il semble que Stanislavski n'a pas trouvé réponse à toutes ses questions ; il s'en est tout de même plus rapproché que ceux qui lui ont succédé. Il a posé les bases de jeu d'acteur de beaucoup d'acteurs comme Stella Adler, Lee Strasberg ou encore Sanford Meisner, qui ont continué à partager l'héritage de Stanislavski, notamment Strasberg qui fondera l'Actors Studio à New York.